# Protea angolensis
Protea angolensis är en tvåhjärtbladig växtart som beskrevs av Friedrich Welwitsch. Protea angolensis ingår i släktet Protea och familjen Proteaceae.

## Underarter
Arten delas in i följande underarter:
- P. a. divaricata
- P. a. roseola
- P. a. trichanthera